# 民主統合連合
民主統合連合（みんしゅとうごうれんごう、アルバニア語:Bashkimi Demokratik për Integrim; BDI、マケドニア語:Демократска унија за интеграција; ДУИ / Demokratska unija za integracija; DUI）は、北マケドニア共和国で最大のアルバニア人政党であり、北マケドニアの政党の中では3番目の規模を持っている。民主統合連合は、2001年にマケドニア共和国の治安維持部隊とアルバニア人の反乱組織・民族解放軍が衝突したマケドニア紛争の直後に結成された。
民族解放軍は内戦後に解体され、民主統合連合はその時に民族解放軍を継承して結成された。民族解放軍の指導者・アリ・アフメティが党首となり、内戦時の民族解放軍の司令部は改組され、合法的な政党の指導部となった。しかし、内戦後に新たに民主統合連合に加わったマケドニア・アルバニア人の知識人たちの多くは、民族解放軍のメンバーではない。政党としての民主統合連合は2002年6月に結成された。
2002年9月15日にマケドニア議会選挙が行われ、民主統合連合はアルバニア人の票の70%にあたる11.9%の得票率を得て、120議席のうち16議席を獲得した。
2002年から2006年まで、マケドニア社会民主同盟および自由民主党と連立して政権与党となった。
2006年7月5日の議会選挙では、民主統合連合は民主繁栄党およびボシュニャク人民主連盟と政党連合を組んだ。政党連合は12.2%の票を集め18議席を獲得、そのうち民主統合連合は14議席を得た。民主統合連合はアルバニア人政党では最大の議席数を確保したものの、連立政権を組んでいた社会民主同盟が選挙に敗れたため、同党とともに下野することとなった。新しく政権を担当することになったのは内部マケドニア革命組織・マケドニア国家統一民主党であった。内部マケドニア革命組織は別のアルバニア人政党であるアルバニア人民主党と連立を組み、民主統合連合が政権内に招かれることはなかった。民主統合連合は抗議運動を展開し、政権内部に入るために国際的な支持を得ることを狙った。しかし、この動きは無駄に終わった。民主統合連合は議会への参加を拒否して対抗した。
2008年、コソボの独立への対応めぐってアルバニア人民主党が連立与党を離脱し、議会は解散された。2008年6月1日の議会選挙では、民主統合連合はアルバニア系政党で最多の18議席を獲得した。内部マケドニア革命組織は、それまでの連立相手であったアルバニア人民主党に代えて民主統合連合を連立相手とした。これによって民主統合連合は再び与党入りを果たした。民主統合連合などは、マケドニア政府にコソボの独立を承認するよう求めていた。2008年10月には民主統合連合とアルバニア人民主党、内部マケドニア革命組織と社会民主同盟の4党はコソボの独立を承認することで合意し、議会にて可決された。この結果を受けて2008年10月9日、マケドニア共和国はコソボを国家承認した。

## 党章について
民主統合連合の党章は、そのアルバニア語での頭文字「BDI」と、その上に7つの星が描かれている。このうち、一番左上の星は小さな円の上に重なっている。この7つの星の意味する所について、これは大アルバニア主義を表していると考えられている。
それによると、7つの星のうち6つは、それぞれアルバニア人の多く住む以下の地域を表す。
- アルバニア共和国
- コソボ
- マケドニア共和国の西部、北西部
- モンテネグロ南部（ウツツィニなど）
- セルビア南部のプレシェヴォ渓谷
- ギリシャ北西部のチャメリア（Chameria）地域

7つめの星は、統一された大アルバニアを表すと考えられる。
この主張は、民主統合連合の指導部によって認められたことはなく、大アルバニア主義は公式に否定されている。党の公式の説明によると、この7つの星はマケドニア共和国の欧州連合加盟の願いを表しているとされる。